# 茶筅髷
茶筅髷（ちゃせんまげ）は毛先を茶筅のように仕立てた男性の髪型のひとつ。安土桃山時代の前後に男性の間で流行したものと、江戸時代の夫人が行ったもののふたつがある。

## 茶筅髷 (男性)
安土桃山時代の若者に流行した髷。室町時代末期から現れ始め、江戸時代初期には見られなくなった。
青少年に行われる髷なので前髪は残して、月代は剃らないか極狭く、後頭部の髪を取って平打紐などで巻き立てて毛先を散らす。時代が新しくなると月代も広くとるようになる。派手好きの若殿などは巻き立てをかなり大きく結うものがいたらしい。
織田信長の若い頃の異様な風体には豹皮の半袴や、猿回しのような縄の帯などに加えて、萌黄の平打紐で高々と巻きたてた茶筅髷が数えられている。
このような姿をする若者達は自らを「傾き者」と称して、衣装や振る舞いの奇抜さを競った。派手な髪型もその一つであったが、江戸幕府が開かれて世の中が安定期を迎えるにつれ「傾き者」たちも、彼らの奇抜な衣装や髪型も廃れていった。

## 茶筅髷 (女性)
江戸時代の髷。主に大名、武家の未亡人の髪型。「貞女二夫に見えず」という貞操観念の表れとして、新しい夫のために髪を結うことが無いという決意を髷の先を断ち切って表現したものである。
町人階級には登場しなかった。